# Referendum abrogativi in Italia del 1978
I referendum abrogativi in Italia del 1978 si tennero l'11 e 12 giugno ed ebbero ad oggetto due distinti quesiti: l'abrogazione della disciplina in tema di tutela dell'ordine pubblico (legge del 22 maggio 1975, n. 152, cosiddetta legge Reale) e l'abolizione del finanziamento pubblico ai partiti.

## Storia

### Le proposte del Partito Radicale
(Mozione del XVII Congresso, Napoli, novembre 1976.)
Nel 1976 con l'ingresso di quattro radicali in Parlamento (Marco Pannella, Emma Bonino, Adele Faccio, Mauro Mellini) e lo spostamento formale del PCI nell'area di governo, fallito il tentativo di creare uno schieramento unitario delle sinistre in opposizione alla DC, la strategia referendaria rispondeva alle esigenze della nuova collocazione del partito all'estrema opposizione dello schieramento politico del momento.
Il pacchetto referendario deciso dal XVII Congresso del Partito Radicale, acquisiva il carattere di vero e proprio programma politico alternativo della sinistra libertaria di cui i radicali si consideravano oramai gli unici interpreti. Il ricorso ancora al referendum popolare abrogativo, apparve l'unico strumento utilizzabile dal partito per imporre all'agenda politica i temi dell'abrogazione del Concordato, della legge Reale, delle norme del Codice Rocco che ancora contemplavano i reati sindacali e di opinione, della legge sul finanziamento pubblico ai partiti, del codice penale militare (2 quesiti), abolizione del diritto dei cacciatori di accedere ai fondi privati senza il consenso del proprietario e  dell'abrogazione della legge sui manicomi.
Sostegno alla campagna referendaria radicale non arrivava dal PCI che negli anni del compromesso storico portava avanti una politica (in quelle fasi molto più della Democrazia Cristiana) volta ad eliminare ogni elemento che poteva configurarsi come destabilizzatore degli equilibri politici.

### La dichiarazione di ammissibilità
A cento giorni dalla sentenza di ammissibilità della Corte costituzionale sugli otto referendum, il gruppo parlamentare radicale organizzò un convegno giuridico al Palazzo dei Congressi di Firenze l'8 e il 9 ottobre 1977, con importanti giuristi italiani (Stefano Rodotà, Gustavo Zagrebelsky, Paolo Barile, Gianfranco Pasquino e altri) di ogni tendenza politica. Il dibattito si muoveva dal presentimento del Partito Radicale che l'istituto del referendum, sottoposto a progetti di legge comunisti, socialdemocratici, democristiani, subisse revisioni più o meno decise o che comunque quel clima politico influenzasse le imminenti scelte della Corte costituzionale. Inoltre venne discusso il disegno di legge governativo in tema di ordine pubblico. Questi due temi venivano affrontati in relazione ai principi stabiliti dalla Carta costituzionale. A gennaio la giurisprudenza della Corte costituzionale dichiarò inammissibili quattro quesiti su otto.

### Le conseguenze politiche
In vista ormai dei referendum radicali, il Parlamento accelerò i tempi per superare la legge 14 febbraio 1904, n. 36 approvando legge Basaglia che disponeva la chiusura dei manicomi. Tuttavia in questo testo non era prevista alcuna forma alternativa di cura e assistenza per i malati psichici, così come proponevano i radicali, e per questo Marco Pannella fu l'unico deputato a votare contro in Commissione.
Le Camere intervennero anche sul quesito riguardante commissione inquirente di cui alla legge 10 maggio 1978, n. 170. Anche in questo caso, il Parlamento non prendeva le modifiche sottoscritte dagli 800.000 cittadini firmatari del quesito, che chiedevano di affidare il giudizio preventivo e l'ammissibilità di prove e testimoni sui reati compiuti dai ministri ad un organo veramente imparziale e non ad una Commissione formata da parlamentari. Questi due interventi parlamentari riuscirono a sottrarre i quesiti dalla consultazione referendaria.
Marco Pannella, Emma Bonino e altri due esponenti radicali si presentarono in televisione imbavagliati, restando in silenzio totale per 20 minuti, per protestare contro le censure della televisione pubblica sugli imminenti referendum.

### I referendum postumi
L'11 giugno 1978 si è votato per i due quesiti «superstiti», quello sull'abrogazione della legge Reale e quello del finanziamento pubblico dei partiti.

## Il quadro sociale
La campagna referendaria cominciò in un periodo particolare dell'Italia repubblicana: il 9 maggio 1978 fu ritrovato il cadavere di Aldo Moro, rapito due mesi prima dalle Brigate Rosse, e cinque giorni dopo si svolsero le elezioni amministrative che premiarono la DC e punirono il PCI, che perse circa l'8% dei voti rispetto alle elezioni nazionali dei due anni prima. Proprio i comunisti, sulla legge Reale, erano colti in contraddizione: tre anni prima, al momento dell'approvazione, avevano votato contro, salvo poi cambiare idea e dichiararsi favorevoli al suo mantenimento, insieme a DC, PSI, PRI e PSDI.
Quanto al secondo quesito, quello sul finanziamento pubblico dei partiti, i radicali ne chiesero la cancellazione, insieme ai socialisti e a Democrazia Proletaria.
Seppur i risultati non hanno determinato l'abrogazione delle due leggi, nota il professore di Scienza politica Gianfranco Pasquino che: «Effettuando i calcoli sulla base dei risultati elettorali del 20 giugno 1976 e tenendo conto della scissione provocata nei ranghi del MSI, si può affermare che, sulla carta, lo schieramento a favore dell'abrogazione della legge Reale potesse contare sul 14,5% dell'elettorato al massimo (radicali 1,1; demoproletari 1,5; missini 4,5; tre quarti dei socialisti 7,5). A sua volta, lo schieramento abrogazionista della legge sul finanziamento pubblico dei partiti si presentava ancora più ridotto, potendo contare al massimo su circa il 4% dei voti (radicali, demoproletari e liberali). [...] Rispetto a questi punti di partenza, è evidentissimo che i risultati complessivi rivelano che vi sono state massicce defezioni dai partiti del no allo schieramento del sì».

## Quesiti

### Ordine pubblico
Referendum sull'abrogazione della legge Reale: norme restrittive in tema di ordine pubblico. Promosso dal Partito Radicale.
Quesito: «Volete voi che sia abrogata la legge 22 maggio 1975, n. 152, recante "Disposizioni a tutela dell'ordine pubblico", come modificata, nell'art. 5, dall'art. 2 della legge 8 agosto 1977, n. 533, "Disposizioni in materia di ordine pubblico"?».

### Finanziamento pubblico dei partiti
Referendum sull'eliminazione del finanziamento dei partiti da parte dello Stato (primo tentativo). Promosso dal Partito Radicale.
Quesito: «Volete voi che sia abrogata la legge 2 maggio 1974, n. 195, "Contributo dello Stato al finanziamento dei partiti politici", come modificata, nell'art. 3, terzo comma, lettera b, dall'articolo unico della legge 16 gennaio 1978, n. 11, "Modifiche alla legge 2 maggio 1974, n. 195, concernente norme sul contributo dello Stato al finanziamento dei partiti politici"?».

## Le posizioni dei partiti

### Ordine pubblico

#### Sì
- Partito Radicale
- Movimento Sociale Italiano - Destra Nazionale
- Partito Liberale Italiano
- Democrazia Proletaria
- Partito di Unità Proletaria per il Comunismo

#### No
- Democrazia Cristiana
- Partito Comunista Italiano
- Partito Socialista Italiano
- Partito Repubblicano Italiano
- Partito Socialista Democratico Italiano

### Finanziamento pubblico dei partiti

#### Sì
- Partito Radicale
- Democrazia Proletaria
- Partito di Unità Proletaria per il Comunismo

#### No
- Democrazia Cristiana
- Partito Comunista Italiano
- Partito Socialista Italiano
- Partito Repubblicano Italiano
- Partito Socialista Democratico Italiano
- Partito Liberale Italiano

#### Libertà di scelta
- Movimento Sociale Italiano - Destra Nazionale

## Risultati

### Primo quesito
Ordine pubblico.
| No                      | 24 038 806 | 76,46 |  |  |  |  |  |  |
| Sì                      | 7 400 619  | 23,54 |  |  |  |  |  |  |
| Totale                  | 31 439 425 | 100   |  |  |  |  |  |  |
|                         |            |       |  |  |  |  |  |  |
| Schede bianche          | 1 069 616  | 3,19  |  |  |  |  |  |  |
| Schede nulle            | 980 647    | 2,93  |  |  |  |  |  |  |
| Votanti                 | 33 489 688 | 81,19 |  |  |  |  |  |  |
| Elettori                | 41 248 657 |       |  |  |  |  |  |  |
|                         |            |       |  |  |  |  |  |  |
| Esito: Quorum raggiunto |            |       |  |  |  |  |  |  |

### Secondo quesito
Finanziamento pubblico dei partiti.
| No                      | 17 718 478 | 56,41 |  |  |  |  |  |  |
| Sì                      | 13 691 900 | 43,59 |  |  |  |  |  |  |
| Totale                  | 31 410 378 | 100   |  |  |  |  |  |  |
|                         |            |       |  |  |  |  |  |  |
| Schede bianche          | 1 091 213  | 3,26  |  |  |  |  |  |  |
| Schede nulle            | 987 099    | 2,95  |  |  |  |  |  |  |
| Votanti                 | 33 488 690 | 81,19 |  |  |  |  |  |  |
| Elettori                | 41 248 657 |       |  |  |  |  |  |  |
|                         |            |       |  |  |  |  |  |  |
| Esito: Quorum raggiunto |            |       |  |  |  |  |  |  |